# Furtei
Furtei (sardisk: Futèi) er en by og en kommune (comune) i provinsen Sud Sardegna i regionen Sardinien i Italien. Byen ligger i 90 meters højde og har 1.629 indbyggere (2016). Kommunen har et areal på 26,11 km² og grænser til kommunerne Guasila, Samassi, Sanluri, Segariu, Serrenti og Villamar.